# Hold temploma

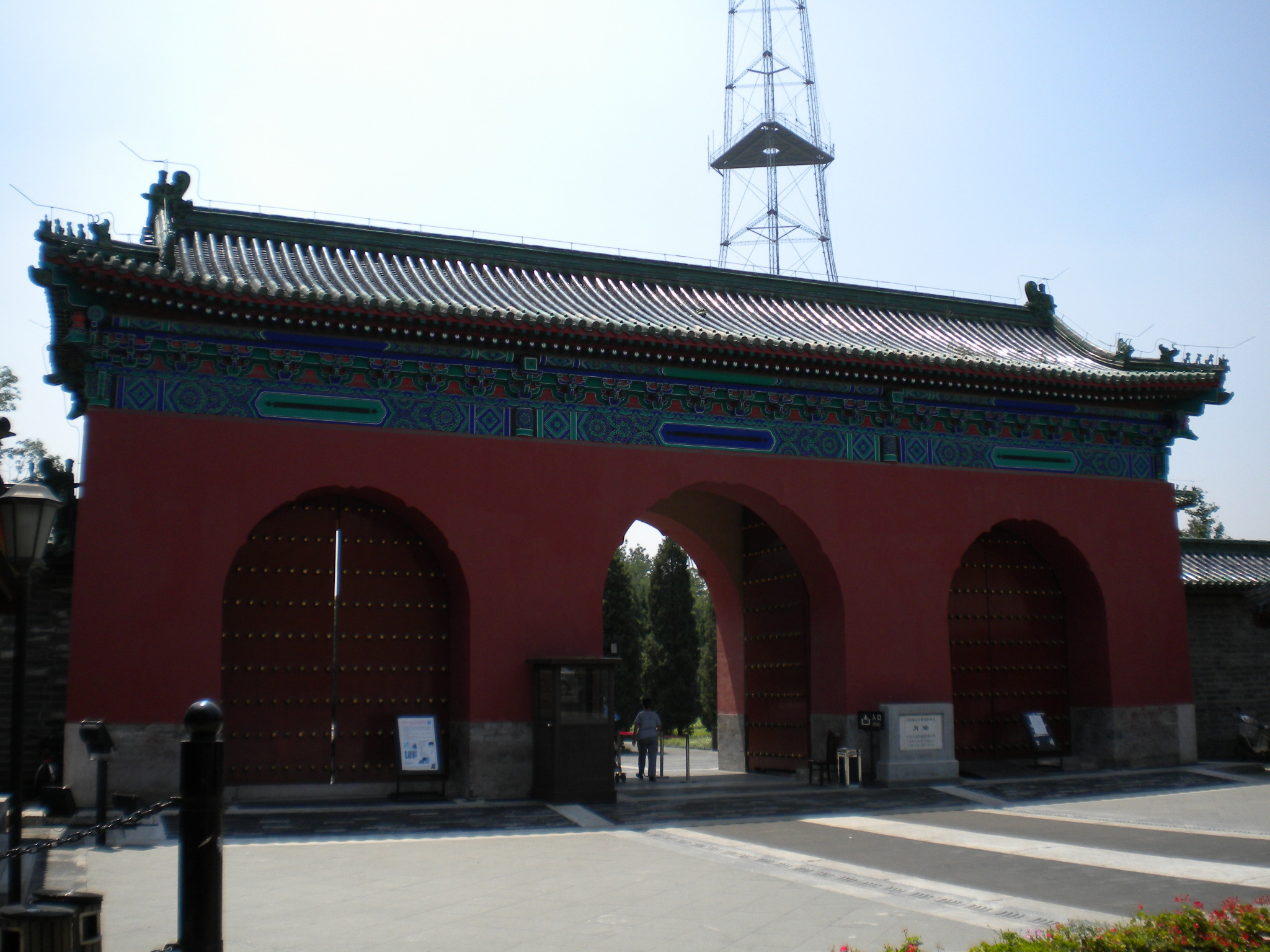
Az Északi Szent Kapu

A Hold temploma (kínai: 月坛, pinjin: Yuètán) egy Fuchengmenben (Xicheng kerület), Peking nyugati részén, egy nyilvános parkban található oltár. 1530-ban épült a Ming-dinasztia idején, hogy a kínai császár rituális áldozatot mutathasson be ott a Holdnak.

## Lásd még
- Ég temploma
- Föld temploma
- Nap temploma